# جیمز کرکوود سینیور
جیمز کرکوود سینیور (انگلیسی: James Kirkwood, Sr.؛ ۲۲ فوریهٔ ۱۸۷۵ – ۲۴ اوت ۱۹۶۳) یک هنرپیشه و کارگردان اهل ایالات متحده آمریکا بود.
از فیلم‌ها یا برنامه‌های تلویزیونی که وی در آن نقش داشته است می‌توان به ادگار آلن پو، تعطیلی شیطان، ژاندارک، محتکر گندم، خانه، خانه عزیز، در ایتالیای کوچک، عشق اشاره کرد.